# کورت دیمبرگر
کورت دیمبرگر (انگلیسی: Kurt Diemberger؛ زادهٔ ۱۶ مارس ۱۹۳۲) کوهنورد اهل اتریش و نویسنده چندین کتاب است. او تنها فرد زنده‌ای است که نخستین صعود به دو قله بالای ۸۰۰۰ متر را انجام داده است: قله برود پیک در ۱۹۵۷ و قله دهالاگیری در ۱۹۶۰.